# Armée nationale tchadienne
L'armée nationale tchadienne (ANT) est la dénomination de l'armée gouvernementale du Tchad, fondée en 1960 à la suite de l'indépendance du pays vis-à-vis de la France, et nommée auparavant forces armées tchadiennes (FAT) puis forces armées nationales tchadiennes (FANT) en 1982.
Elle est constituée des forces terrestres, d'une gendarmerie et d'une force aérienne. En 2021, elle comprenait, selon les estimations, entre 40 000 et 65 000 soldats.
D'un poids politique et économique très important quasiment dès l'indépendance, l'armée a un budget qui pèse toujours en 2020 entre 30 et 40 % pour cent du budget national, soit 3,1 % du PNB, avec un nombre de soldats par habitant très élevé, faisant du Tchad un des pays les plus militarisés d’Afrique.

## Histoire
A la faveur des coups d’Etat et des changements de régime, différentes communautés comme les Sara, les Gorane et aujourd’hui les Zaghawa y ont successivement exercé une domination en contrôlant une majorité des postes à responsabilité.
Après l’indépendance, l’embryon de la première armée tchadienne qui naît en 1961 se compose de soldats issus de l’armée coloniale et de jeunes formés à l’Ecole indigène d’enfants de troupes de Brazzaville. Ce sont essentiellement les habitants du Sud, plus développé et plus scolarisé, qui en font partie. Les recrutements massifs lancés à partir de 1964 ne parviendront pas à redresser ce déséquilibre, renforcé ensuite par les politiques parfois tribalistes du premier président François Tombalbaye.
A la fin de la deuxième guerre civile en 1982, la nouvelle armée, devenue « force armée nationale tchadienne » (FANT), devient une armée composite où cohabitent militaires de carrière, anciens combattants du Frolinat et rebelles intégrés dans les vagues successives de réintégration des combattants
La restructuration de l'armée est une priorité absolue d'Idriss Déby à son arrivée au pouvoir en 1990. Les autorités élaborent un important programme de désarmement, démobilisation et réinsertion dans la vie civile avec une double ambition : maîtriser les dépenses militaires et, surtout, (re)professionnaliser l’armée. Une combinaison de déflations et de départs à la retraite, de réduire les effectifs de l’armée de moitié.
Néanmoins, les proches du président, pour beaucoup d'ethnie zaghawa, refusent une meilleure répartition régionale et ethnique des postes de commandement ainsi que l’intégration de la garde républicaine dans l’armée nationale.
Malgré plusieurs tentatives de réformes destinées à réduire la taille de l’armée et à favoriser le brassage ethnique, celle-ci demeure structurée sur des bases communautaires et minée par des problèmes de cohésion. L'armée reste organisée sur des bases ethniques et claniques, notamment pour sa partie élitiste, la Direction générale de service de sécurité des institutions de l'État (DGSSIE).
La société aérospatiale turque TUSAŞ a remporté un nouveau succès à l'exportation en fournissant au Tchad à la fois des d’entraînement et des avions d'attaque. Conformément aux accords conclus précédemment, un total de 4 drones, 2 Anka et 2 Aksungur ont été transférés au Tchad ainsi que missiles MAM-L et MAM-C développés par Roketsan. En 2024, le Tchad a acquis 3 avions d’entraînement Hürkus  pour renforcer ça flotte. 

## Budget
Le CIA World Factbook estime que le budget militaire du Tchad était de 4,2 % du PIB en 2006. Compte tenu du PIB du pays à l'époque (7,095 milliards de dollars), les dépenses militaires étaient estimées à environ 300 millions de dollars. Cette estimation a cependant chuté après la fin de la guerre civile au Tchad (2005-2010) à 2,0 % selon les estimations de la Banque mondiale pour l'année 2011. Il n'existe pas d'estimations plus récentes disponibles.

## Opération extérieur
Le Tchad a participé à une mission de paix sous l'autorité de l'Union africaine en République centrafricaine voisine pour tenter de pacifier le récent conflit, mais a choisi de se retirer après que ses soldats ont été accusés d'avoir tiré sur un marché, sans provocation.

## Forces terrestres
Elle comptait, en 2011, 8 000 hommes.